# الجامعة التونسية لليوزيكان بودو
الجامعة التونسية لليوزيكان بودو (بالفرنسية: Fédération Tunisienne de Yoseikan Budo)‏ هي جامعة رياضية تونسية، تشرف على رياضة اليوسيكان بودو في تونس.

## الأهداف
تهدف الجامعة إلى:
- تنظيم وتطوير ومراقبة ممارسة رياضة اليوسيكان بودو بمختلف أشكالها على التراب التونسي.
- إدارة وتنسيق أنشطة الجمعيات التي تضم الأعضاء الممارسين لرياضة اليوسيكان بودو بمختلف أشكالها.
- الدفاع عن مصالح رياضة اليوسيكان بودو في تونس.

## المسيرون
- الرئيس : سمير بن دعية

## مقالات ذات صلة
- يوسيكان بودو

## وصلة خارجية
- الموقع الرسمي للجامعة التونسية لليوزيكان بودو.